# Борщевик Лемана
Борщевик Лемана (лат. Heracleum lehmannianum) — крупное травянистое растение, вид рода Борщевик семейства Зонтичные, распространенный в Средней Азии. Вид назван в честь ботаника и натуралиста Александра Адольфовича Лемана.
Описан из окрестностей Самарканда.

## Ботаническое описание
Травянистое растение 1-1,5 м в высоту. Стебель глубоко бороздчатый, опушенный. Листья перисто-сложные из 2-3 пар боковых сегментов, первая пара на коротких черешочках, остальные сидячие, сегменты яйцевидные, перисто надрезанные на яйцевидные, заостренные, по краю крупно и неравно зубчатые доли; листья с верхней стороны голые, с нижней обычно редко опушенные, реже густо, коротко и оттопыренно опушенные. Зонтики крупные, 45-50-лучевые, лучи зонтика и зонтичков мягко и оттопыренно опушенные, листочков обертки обычно нет, листочки оберточки многочисленные, ланцетно-линейные, цветки белые, завязь оттопыренно опушенная, зубцы чашечки ясно заметные, внешние лепестки краевых цветков сильно увеличенные, 10-15 мм в длину.
Плод — продолговатый или яйцевидно-продолговатый вислоплодник, 10-12 мм в длину, 6-8 мм в ширину, негусто опушенный длинными тонкими волосками.  

## Распространение и экология
Эндемик Памиро-Алая.
Произрастает на влажных местах, обычно по берегам рек в субальпийском поясе на высоте от 1500 до 2400 м над уровнем моря.

## Значение и применение
Медоносное растение. За период цветения 100 цветков выделяют 44,8 мг сахара. Продуктивность нектара одним растением 18,2 г. На одном растении насчитывается около 18 000 цветков.
Может быть использован для получения анетола. Анетол содержится в листьях и составляет 80% от эфирного масла при выходе масла 0,3% на сырой вес листьев, незрелые плоды дают 2,07% эфирного масла и 25 % жирного масла.

## Классификация

### Таксономическое положение
Вид Борщевик Лемана входит в секцию Pubescentia рода Борщевик (Heracleum) подтрибы Tordyliinae трибы Tordylieae подсемейства Сельдерейные (Apioideae) семейства Зонтичные (Apiaceae) порядка Зонтикоцветные (Apiales).
|  |                        |  |                                               |                                               |                           |  | ещё два подсемейства | ещё два подсемейства            |                                 |  |  |  | клада Cymbocarpum и клада Lefebvrea | клада Cymbocarpum и клада Lefebvrea |  |  |  |  | ещё до 147 видов | ещё до 147 видов |
|  |                        |  |                                               |                                               |                           |  | ещё два подсемейства | ещё два подсемейства            |                                 |  |  |  | клада Cymbocarpum и клада Lefebvrea | клада Cymbocarpum и клада Lefebvrea |  |  |  |  | ещё до 147 видов | ещё до 147 видов |
|  |                        |  |                                               | семейство Зонтичные                           |                           |  |                      |                                 | триба Tordylieae                |  |  |  |                                     | Род Борщевик                        |  |  |  |  |                  |                  |
|  |                        |  |                                               | семейство Зонтичные                           |                           |  |                      |                                 | триба Tordylieae                |  |  |  |                                     | Род Борщевик                        |  |  |  |  |                  |                  |
|  | порядок Зонтикоцветные |  |                                               |                                               | подсемейство Сельдерейные |  |                      |                                 | подтриба Tordyliinae            |  |  |  | вид Борщевик Лемана                 |                                     |  |  |  |  |                  |                  |
|  | порядок Зонтикоцветные |  |                                               |                                               |                           |  |                      |                                 |                                 |  |  |  |                                     |                                     |  |  |  |  |                  |                  |
|  |                        |  | ещё шесть семейств (согласно Системе APG III) | ещё шесть семейств (согласно Системе APG III) |                           |  |                      | ещё около двадцати четырех триб | ещё около двадцати четырех триб |  |  |  | ещё четырнадцать родов              | ещё четырнадцать родов              |  |  |  |  |                  |                  |
|  |                        |  |                                               | ещё шесть семейств (согласно Системе APG III) |                           |  |                      |                                 | ещё около двадцати четырех триб |  |  |  |                                     | ещё четырнадцать родов              |  |  |  |  |                  |                  |

### Синонимика
По данным Catalogue of Life (англ.):
- Heracleum leucocarpum Aitch. & Hemsl., 1882
- Heracleum lallemantii Hort., 1894
- Pastinaca lehmanniana (Bunge) Koso-Pol., 1916
- Heracleum afghanicum Kitam., 1958